# Кнорре, Георгий Фёдорович
Георгий Фёдорович Кнорре (1891—1962) — российский учёный-инженер, писатель, мемуарист.

## Биография
Родился в Санкт-Петербурге, в семье инженера-мостостроителя Ф. Ф. Кнорре (1865—1927?). Внук архитектора и инженера Ф. К. Кнорре.
Доктор технических наук, профессор, специалист в области топочной техники и теории горения. Заведовал кафедрой теплофизики Ленинградского политехнического института, затем с 1943 г. и до конца жизни кафедрой котельных установок Московского Высшего технического училища имени Баумана. Автор ряда научных трудов, в том числе монографии «Топочные процессы» (1951, 2-е издание 1959), и популяризаторской книги «Что такое горение?» (1955, 2-е издание 1959). Заслуженный деятель науки и техники РСФСР.
Под псевдонимом Алексей Кириллов опубликовал в 1918 году повесть «Записки Всеволода Николаевича», вышедшую в издательстве «Алконост» Самуила Алянского, который был одноклассником и другом Кнорре. Оставил дневниковые записи об этом периоде жизни, о встречах с крупнейшими литераторами того времени.
Брат — советский прозаик Фёдор Кнорре. Сыновья — эмбриолог Алексей Кнорре (1914—1981), химик Дмитрий Кнорре (1926—2018) и физик Вадим Сабинин-Кнорре (1929—2014), внучка — пианистка Ксения Кнорре.
Похоронен на Ваганьковском кладбище.